# Hazelton (Idaho)
Hazelton é uma cidade localizada no estado americano de Idaho, no Condado de Jerome.

## Demografia
Segundo o censo americano de 2000, a sua população era de 687 habitantes.
Em 2006, foi estimada uma população de 723, um aumento de 36 (5.2%).

## Geografia
De acordo com o United States Census Bureau tem uma área de
0,8 km², dos quais 0,8 km² cobertos por terra e 0,0 km² cobertos por água.

## Localidades na vizinhança
O diagrama seguinte representa as localidades num raio de 32 km ao redor de Hazelton.